# Ortojoaquinite-(La)
L'ortojoaquinite-(La) è un minerale appartenente al gruppo della joaquinite.